# Empire Music Production

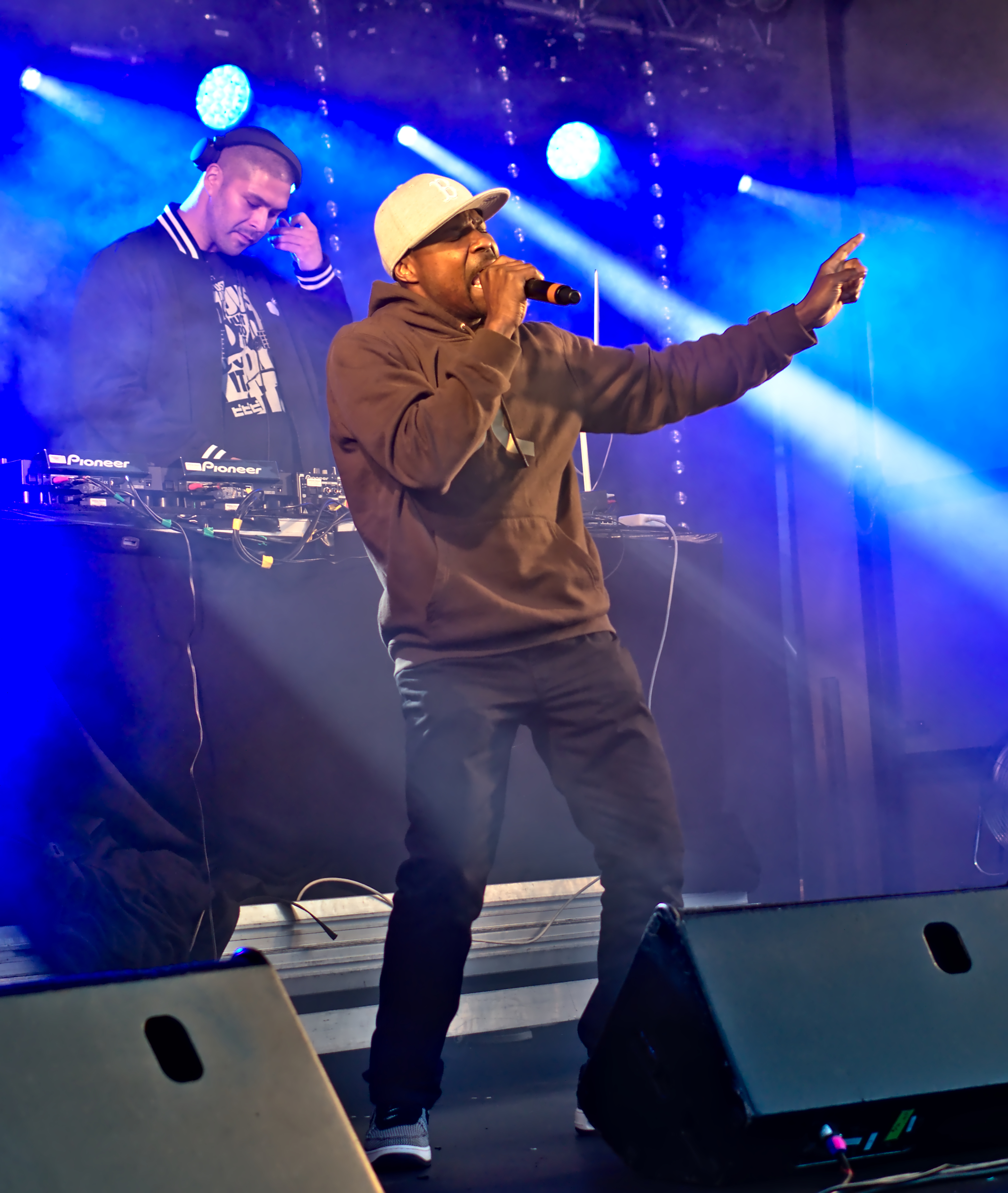
Bamma B är en av artisterna Empire Music Production har producerat.

Empire Music Production är ett musikproduktionsbolag i Stockholm som bland annat spelat in och producerat artister som Markoolio, Bosson, Victoria Silvstedt, Lutricia McNeal, Verona (Melodifestivalen 2007) och Miio med flera. Några av Empire Music Productions största framgångar är Ingen sommar utan reggae med artisten Markoolio (dubbel platina 2007), När vi två blir en och Ska vi gå hem (guld 2003) med gruppen Miio. Empire drivs av låtskrivaren och producenten Johan Fjellström.

## Diskografi
1. Markoolio / Ingen Sommar Utan Reggae / Sony BMG 2007 / Dubbel Platina
2. Markoolio / IdolLåten / Sony BMG 2007
3. Markoolio / Vad Gör Du? / Sony BMG 2007
4. Verona / La Musica / Warner 2007 (Melodifestivalen)
5. Verona / Ti Sento / Bonnier 2005 / Top 10 på Singellistan
6. Lutricia McNeal / Everything / Arcade 1999
7. Victoria Silvstedt / Girl On The Run / EMI 1999
8. Bosson / All Because Of You / MNW 2000
9. Big Brother / Mediahora / Warner 2000 / GuldSkiva
10. Basic Element / Out Of This World / Stockhouse 2000
11. Miio / När Vi Två Blir En / Warner S-56 2003 / GuldSkiva
12. Miio / Ska Vi Gå Hem Till Dig / Warner S-56 2003 / GuldSkiva
13. Miio / Hänger Utanför Din Dörr / Warner S-56 2003
14. Miio / Kom Och Värm Dig / Warner S-56 2003
15. Miio / Fantasi / Warner S-56 2003
16. Miio / Precis Som Du / Warner S-56 2003
17. Miio / Regn Hos Mig / Warner S-56 2003
18. Miio / Det Hjärta Som Brinner / Warner S-56 2003
19. Miio / När Alla Vännerna Gått Hem / Warner S-56 2003
20. Miio / Precis Som Du / Warner S-56 2003
21. Miio / Do Ya Think I'm Sexy / Warner S-56 2004
22. Miio / Only You / Warner S-56 2004
23. Miio / So Emotional / Warner S-56 2004
24. Miio / Untouchable / Warner S-56 2004
25. Miio / Girls Just Want To Have Fun / Warner S-56 2004
26. West End Girls / Domino Dancing / Sony BMG 2006 / Top 3 på Singellistan
27. West End Girls / West End Girls / Sony BMG 2006
28. West End Girls / Suburbia / Sony BMG 2006
29. West End Girls / Rent / Sony BMG 2006
30. West End Girls / Shopping / Sony BMG 2006
31. West End Girls / Being Boring / Sony BMG 2006
32. West End Girls / It's A Sin / Sony BMG 2006
33. West End Girls / Jealousy / Sony BMG 2006
34. West End Girls / Go West / Sony BMG 2006
35. West End Girls / Booglurbia / (EA-Games-Sims2) 2006
36. AYO / A.Y.O. / BMG 2001
37. Camilla Brinck / Heaven / Virgin 2001
38. Camilla Brinck / Reminiscing / Virgin 2001
39. Camilla Brinck / Tell Me / Virgin 2001
40. SuperBoy / What's That Girl Doing With That Boy? / Bonnier 2004
41. Bamma B / Shalalalaleng / MNW 2000
42. Edison Chen / Buggin' Me / 2004
43. Edison Chen / What If / 2004
44. K-otic / Sorry f / Zomba Jive 2001
45. Peaches / Daddy Cool / Scandinavian Records 2003
46. Peaches / Ut i Natten / Scandinavian Records  2003
47. Peaches / Följ Med Mig Ut  / Scandinavian Records  2003
48. Peaches / Dra Till Magaluf  / Scandinavian Records  2003
49. Papa Rooster / A La La La Long  / Bonnier 2001
50. Joakim Hillson / Det Var då / 2004 (Filmmusik Blodsbröder 2)
51. Tivoli / Vill Vara Med Dig / Warner 1999
52. Tivoli / Bästa Vänner / Warner 1999
53. Becca / Come And Get My Love  / V2 Holland 2000
54. Marcus Öhrn / När Veckan Är Slut  / Mariann Records 2004
55. Marcus Öhrn / Ut I Natten / Mariann Records 2004
56. Balsam Boys / Balsam Ge Oss Mer / EMI 2000
57. Marie Picasso / Sorry / BTM Records 2003